# Rue Nocard
Ne pas confondre avec la rue Nocard à Provins.
La rue Nocard est une rue du 15e arrondissement de Paris, dans le quartier de Grenelle, en bord de Seine. 

## Situation et accès
C’est une très petite rue de seulement 41 mètres de long. Perpendiculaire à la Seine, elle commence au 13, quai de Grenelle et débouche sur la rue Nélaton.

## Origine du nom

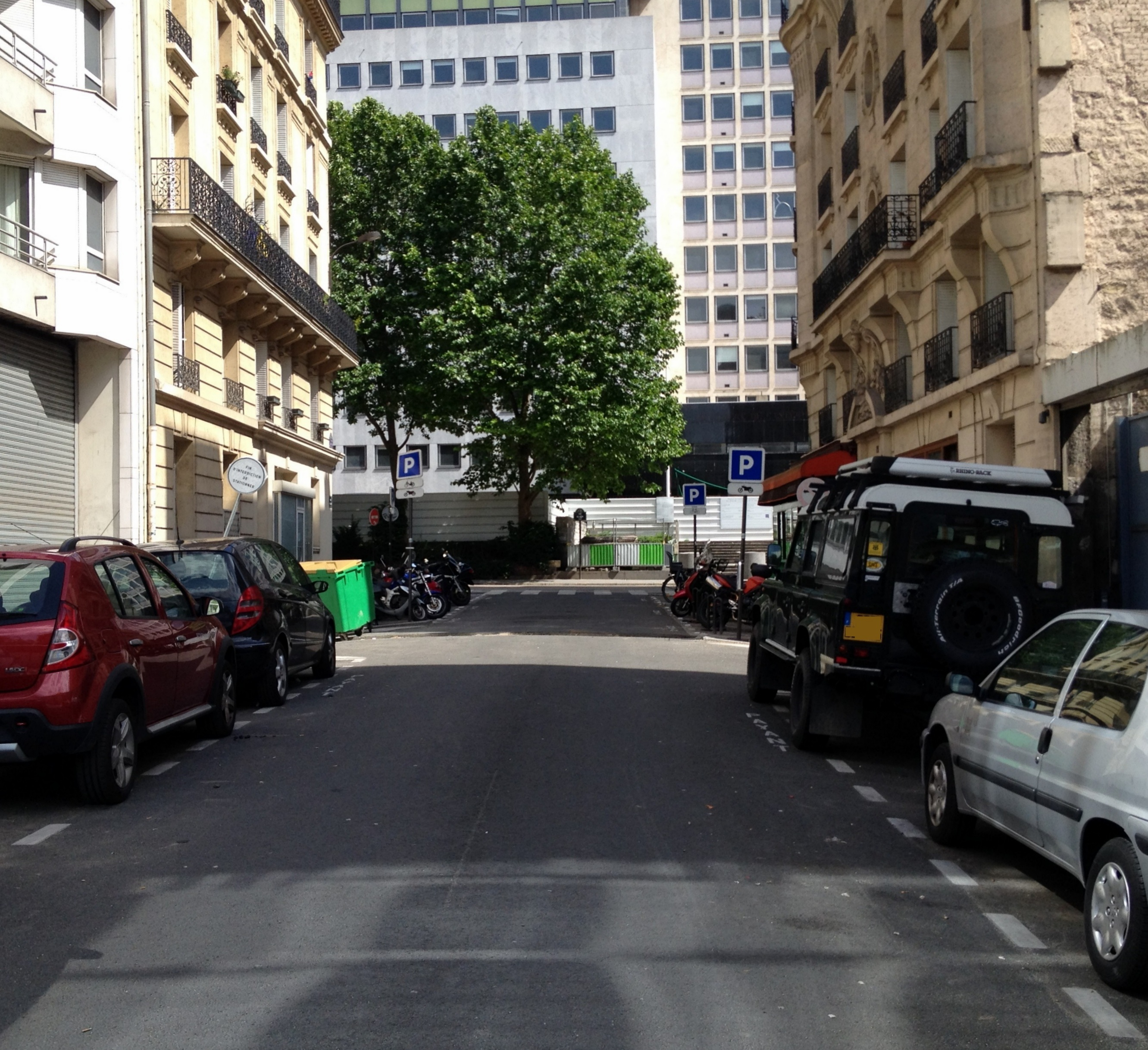
Vue de la rue.

Son nom fait référence à Edmond Isidore Étienne Nocard, dit Edmond Nocard (1850-1903), médecin vétérinaire et biologiste français, professeur à l'École nationale vétérinaire d'Alfort.

## Bâtiments remarquables et lieux de mémoire
- No 4 : bel immeuble de caractère faisant angle avec la rue Nélaton, comportant sur 6 étages balcons en pierre, balcons en fer forgé, œil-de-bœuf, des architectes Veber et Michau en 1907.